# Cantó de Bischwiller
El cantó de Bischwiller (alsacià  Kanton Bíschwiller) és una divisió administrativa francesa situat al departament del Baix Rin i a la regió del Gran Est. Des del 2015 té 22 municipis i el cap és Bischwiller.

## Municipis
- Auenheim
- Bischwiller
- Dalhunden
- Drusenheim
- Forstfeld
- Fort-Louis
- Herrlisheim
- Kaltenhouse
- Kauffenheim
- Leutenheim
- Neuhaeusel
- Oberhoffen-sur-Moder
- Offendorf
- Rœschwoog
- Rohrwiller
- Roppenheim
- Rountzenheim
- Schirrhein
- Schirrhoffen
- Sessenheim
- Soufflenheim
- Stattmatten

## Història
| Data d'elecció | Identitat   | Partit       | Qualitat |
| -------------- | ----------- | ------------ | -------- |
| 1972-          | René Becker | UMP i aliats |          |